# Zuhanás (Csillagkapu)

## Ismertető
| Figyelem: Itt a Csillagkapu 6. évadjának cselekményét vagy a végkifejletet is olvashatod. |

A CSKP-on felfedezik, hogy egy Goa’uld anyahajó kering a Föld körül. A CSK-1, Jacob Carter, Davis őrnagy és egy tudós, dr. Friesen egy tel'tak segítségével a hajóhoz repül, hogy felfedje, mi történt. Jonas életében most jár először az űrben, és nagyon tetszik neki. Szeretne ő is a hajóra menni, de Jack parancsára Teal’c-kel a teherhajón kell maradnia.
A hajón senkit sem találnak, azonban különös hangokat hallanak, melyekről nem tudják megállapítani, hogy honnan származnak. A pel'tak-on Jacob megállapítja, hogy mielőtt elhagyták a hajót, elindították az önmegsemmisítést, de az ismeretlen okok miatt félbeszakadt. Carter és Davis őrnagy elmennek, hogy megpróbálják véglegesen leállítani a folyamatot.
Miközben O'Neill ezredes és Friesen elindult ellenőrizni a hajtóművet, Carter és Davis őrnagy akadályba ütköznek: a számítógépet körülvevő folyosók ugyanis le vannak zárva. Jacobnak sikerül kinyitnia az ajtót, így folytathatják utukat. A számítógép termének ajtaján botfegyverek nyomát találják, és ez az ajtó sem nyílik, ezt már Jacobnak sem sikerül kinyitnia. Jack-nek szólnak, hogy robbantsa fel.
Útközben Friesen-t a pel'takra küldi, aki megtagadja a parancsot, és visszasiet, hogy megnézze a pajzsokat (erre korábban nem kapott engedélyt), de megölik Anúbisz Jaffái.
Eközben sikerül berobbantani a számítógépterem ajtaját. Carter rájön, hogy a hajó számítógépébe letöltött Thor elméje művelte a visszaszámlálás leállítását, és ő vezette a hajót a Naprendszerbe. Hívják Friesent, de nem válaszol, ezért O'Neill ezredes elindul megkeresni, hamar megtalálja a holttestét.
A Jaffák a pel'tak-ra mennek, ahol botfegyverrel lelövik Jacob-ot, és letérítik az anyahajót a pályájáról, egyenesen a Föld felé. Nem sikerül irányt változtatniuk.
Anúbisz Jaffái a gyűrűkkel a teherhajóra mennek, de Teal'c mindhármójukat lelövi Zat-tel. Jack-ék már készen állnának az átteleportálásra, de Teal'c értesíti őket a történtekről, és arról, hogy a gyűrű vezérlőkristályai kiégtek, ráadásul már nincs elég idejük arra, hogy odarepüljenek.

## Külső hivatkozások
- Epizódismertető a csillagkapu.hu-n
- Stargate Wiki link (angolul)